# L'Amant statue
L'Amant statue est une comédie de Nicolas Dalayrac en un acte et en prose mêlée d’ariettes du livret de Desfontaines, créée le 4 août 1785 à l'Opéra-Comique dans la Salle Favart. 

## Description
Des airs furent mis en vogue par Clairval et le jeune talent de Rose Renaud. Auguste Thurner disait ne pas pouvoir expliquer le succès de cette comédie et de celui de L'Éclipse totale : « La mélodie est, il est vrai, d’un jet facile et abondant, mais elle pêche du côté de la distinction. Cette musique ignore l’art suprême de créer des caractères, ce don que possédait notre Grétry ; l’harmonie, quoique chargée, est pauvre et peu intéressante. Tous ces défauts sont cependant rachetés par une entente dramatique qui a fait la fortune de tous les opéras de Dalayrac. ».